# Quaderni sul Neoclassico
Quaderni sul Neoclassico è stata una rivista di storia dell'arte, diretta da Elisa Debenedetti ed uscita in cinque volumi dal 1973 al 1980 per i tipi dell'editore Bulzoni di Roma; era finanziata dal Consiglio Nazionale delle Ricerche, sotto l'egida dell'Istituto di Storia dell'Arte dell'Università "La Sapienza".
Gli studi ospitati dalla rivista sono dedicati ad aspetti della problematica culturale ed artistica che va dal primo Neoclassicismo fino alla Restaurazione, periodo in cui si costituisce un gusto soprannazionale europeo attraverso una pluralità di componenti e indirizzi la cui dialettica costituisce il fondamento dell'arte moderna. Particolare rilevanza assumono i numeri monografici dedicati ad Antonio Canova e a Villa Albani.
La pubblicazione prosegue nella collana internazionale Studi sul Settecento Romano.

## Volumi
- Studi canoviani. Le fonti (1973)
- Canova e Venezia (1973)
- Miscellanea (1975)
- Miscellanea (1978)
- Il Cardinale Alessandro e la sua Villa. Documenti (1980)